# Drosophila tanorum
Drosophila tanorum är en tvåvingeart som beskrevs av Toyohi Okada 1964. Drosophila tanorum ingår i släktet Drosophila och familjen daggflugor.
Artens utbredningsområde är Borneo.